# Горспасче (Вірджинія)
Горспасче (англ. Horsepasture) — переписна місцевість (CDP) в США, в окрузі Генрі штату Вірджинія. Населення — 2058 осіб (2020).

## Географія
Горспасче розташований за координатами 36°37′56″ пн. ш. 79°57′8″ зх. д. / 36.63222° пн. ш. 79.95222° зх. д. (36.632250, -79.952284).  За даними Бюро перепису населення США в 2010 році переписна місцевість мала площу 25,04 км², з яких 24,96 км² — суходіл та 0,08 км² — водойми.

## Демографія
Згідно з переписом 2010 року, у переписній місцевості мешкало 2227 осіб у 931 домогосподарстві у складі 629 родин. Густота населення становила 89 осіб/км².  Було 1026 помешкань (41/км²).
Расовий склад населення:
| - 66,7 % — білих - 30,6 % — чорних або афроамериканців - 0,3 % — азіатів - 0,1 % — корінних американців - 1,0 % — осіб інших рас |

До двох чи більше рас належало 1,3 %. Частка іспаномовних становила 1,1 % від усіх жителів.
За віковим діапазоном населення розподілялося таким чином: 18,0 % — особи молодші 18 років, 61,3 % — особи у віці 18—64 років, 20,7 % — особи у віці 65 років та старші. Медіана віку мешканця становила 45,5 року. На 100 осіб жіночої статі у переписній місцевості припадало 99,9 чоловіків;  на 100 жінок у віці від 18 років та старших — 102,0 чоловіків також старших 18 років.
Середній дохід на одне домашнє господарство  становив 37 776 доларів США (медіана — 27 103), а середній дохід на одну сім'ю — 48 006 доларів (медіана — 39 767). За межею бідності перебувало 23,1 % осіб, у тому числі 62,7 % дітей у віці до 18 років та 7,6 % осіб у віці 65 років та старших.
Цивільне працевлаштоване населення становило 627 осіб. Основні галузі зайнятості: освіта, охорона здоров'я та соціальна допомога — 29,8 %, виробництво — 15,0 %, транспорт — 10,4 %, роздрібна торгівля — 10,4 %.